# Jeanne-Irène Biya

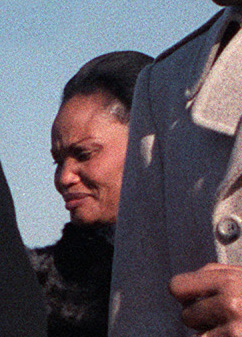
Jeanne-Irène Biya, em 26 de fevereiro de 1986

Jeanne-Irène Biya (12 de outubro de 1934 – 29 de julho de 1992) foi a ex-primeira-dama dos Camarões e primeira esposa de Paul Biya, que serve como presidente dos Camarões desde 1982.
Jeanne-Irène Biya morreu no cargo em Yaoundé aos 58 anos. Ela foi sucedida por Chantal Biya como primeira-dama dos Camarões.